# Fabiana Beltrame
Fabiana Beltrame (Florianópolis, 9 de abril de 1982) es una deportista brasileña que compitió en remo. Ganó una medalla de oro en el Campeonato Mundial de Remo de 2011, en la prueba de scull individual ligero.

## Palmarés internacional
| Campeonato Mundial | Campeonato Mundial | Campeonato Mundial | Campeonato Mundial      |
| Año                | Lugar              | Medalla            | Prueba                  |
| ------------------ | ------------------ | ------------------ | ----------------------- |
| 2011               | Bled (Eslovenia)   | Medalla de oro     | Scull individual ligero |